# 喬科羅斯基 (佛羅里達州)
喬科羅斯基（英語：Chokoloskee）是位於美國佛羅里達州科利爾縣的一個人口普查指定地區。

## 地理
喬科羅斯基的座標為25°48′46″N 81°21′39″W / 25.81278°N 81.36083°W，而該地最高點為海拔高度3米（即10英尺）。

## 人口
根據2010年美國人口普查的數據，喬科羅斯基的面積為0.60平方千米，當中陸地面積為0.60平方千米，而水域面積為0.00平方千米。當地共有人口359人，而人口密度為每平方千米598人。